# 路易丝站
路易丝站（法語：Louise）是布鲁塞尔地铁2号线和6号线的车站，位于比利时布鲁塞尔首都大区布鲁塞尔城和圣希利斯交界处。

## 名称
该站位于以比利时王后路易丝-玛丽命名的路易丝广场下方，因而得名。